# Boksavblomfluga
Boksavblomfluga (Brachyopa panzeri) är en tvåvingeart som beskrevs av Goffe 1945. Boksavblomfluga ingår i släktet savblomflugor, och familjen blomflugor. Enligt den svenska rödlistan är arten nära hotad i Sverige. Arten förekommer i Götaland. Artens livsmiljö är skogslandskap. Inga underarter finns listade i Catalogue of Life.